# Significació estadística
La significació estadística és la verificació matemàtica que el resultat de la mesura d'un paràmetre d'una mostra supera o no un determinat llindar o valor prèviament i arbitràriament establert per tal de discernir que aquest paràmetre és degut a l'atzar o bé a un efecte causal. Una "diferència estadísticament significativa" només vol dir que hi ha proves estadístiques que hi ha una diferència, no vol dir que la diferència sigui gran, important, o significativa en el sentit estricte de la paraula.
El nivell de significació d'un test és un concepte estadístic associat a la verificació d'una hipòtesi. En poques paraules, es defineix com la probabilitat de prendre la decisió de rebutjar la hipòtesi nul·la quan aquesta és vertadera (decisió coneguda com a error de Tipus I o "fals positiu"). La decisió es pren sovint utilitzant el valor p (o p-valor): si el valor P és inferior al nivell de significació, llavors la hipòtesi nul·la és rebutjada. Com més baix sigui el valor P, més significatiu serà el resultat.
En altres termes, el nivell de significació d'un contrast d'hipòtesi és una probabilitat P tal que la probabilitat de prendre la decisió de rebutjar la hipòtesi nul·la quan aquesta és vertadera no és més gran que P.
El nivell de significació és comunament representat pel símbol grec α (alfa). És usual fixar els nivells de significació en valors com 0,05 (5%); 0,01 (1%) o 0,1 (10%). Si un contrast d'hipòtesi proporciona un valor p inferior a α, la hipòtesi nul·la és rebutjada, i tal resultat anomenat 'estadísticament significatiu'. Com més baix sigui el nivell de significació, més forta serà l'evidència que un fet no es deu a una mera coincidència (l'atzar).